# Showmax
Showmax – internetowa wypożyczalnia filmów i seriali, usługa wideo na życzenie, uruchomiona 19 sierpnia 2015 roku w Południowej Afryce. W Afryce platforma koncentruje się na produkcjach lokalnych i współpracuje z siecią telekomunikacyjną telcos, będąc konkurentem usług Netflix, Amazon Prime Video i VU. Showmax stanowi oddział firmy Naspers, a jego zespół techniczny mieści się w Czechach. W sierpniu 2018 r. wypożyczalnia filmów Showmax została udostępniona jako usługa klientom sieci kablowej Vectra.
15 lutego 2017 roku usługa została uruchomiona w Polsce. Na rynku polskim platforma dystrybuowała zagraniczne produkcje, takie jak Blood Drive i Opowieść podręcznej, jak również odpowiadała za produkcję programów własnych w języku polskim, jak np. Ucho Prezesa, SNL Polska czy Czerwony punkt.
W 2018 Showmax rozpoczął współpracę z telewizją WP, która to zaczęła emitować na swojej antenie odcinki wszystkich części serialu Ucho Prezesa. Premierowe odcinki dwóch pierwszych serii udostępniane były w czwartki w usłudze Showmax a tydzień później, w następny czwartek pojawiały się one w serwisie YouTube. Odcinki trzeciej serii umieszczane były w czwartki w wypożyczalni, a w najbliższy poniedziałek były już udostępniane na YouTube. Premierowe odcinki ostatniej czwartej części produkcji udostępniano natomiast w wypożyczalni (w czwartek) i telewizji (w niedzielę).
W grudniu 2018 roku Showmax poinformował, że zakończy działalność w Polsce. Wypożyczalnia będzie jednak dalej dostępna dla dotychczasowych klientów z Polski do końca stycznia 2019. Według oficjalnych zapowiedzi przedstawicieli koncernu mediowego Naspers, do końca 2019 platforma Showmax zakończy swoją działalność w całej Europie. Pojawiły się także informacje o planowanej sprzedaży europejskiej części działalności – jedną z zainteresowanych firm była TVP. 25 stycznia 2019 roku Showmax sprzedał licencję na film „Kler” serwisowi internetowemu Player.pl.